# Martha Tilton
Pour les articles homonymes, voir Tilton.
Martha Tilton, née le 14 novembre 1915 à Corpus Christi (Texas) et morte le 8 décembre 2006 à Los Angeles (Californie), est une chanteuse de l'époque du swing aux États-Unis. Elle se fait connaître en 1939 avec son titre And the Angels Sing enregistré avec l'orchestre de Benny Goodman.

## Biographie
Née au Texas, sa famille déménage au Kansas alors qu'elle a trois mois puis en Californie lorsqu'elle a 7 ans. Alors qu'elle est encore au lycée, elle se produit à la radio de Los Angeles. Lors de sa Junior Year, elle est recrutée pour rejoindre le groupe Hal Grayson. Après avoir travaillé avec le leader du groupe Jimmy Dorsey, elle rejoint le groupe de vocalistes Three Hits and a Mist (en). En 1939, elle est embauchée par Benny Goodman qui lui fait renregistrer And the Angels Sing, enregistré à la trompette par Ziggy Elman à partir d'un air de folk hébreu. La chanson inspire le film Quatre Flirts et un cœur en 1944 bien que la chanson elle-même n'apparaisse pas dans le film.
En 1942, Johnny Mercer fonde le label Capitol Records et signe Martha Tilton en solo. Certaines chansons sont des hits telles A Stranger in Town, I Should Care ou encore, I'll Walk Alone.
Durant la Seconde Guerre mondiale, elle part en tournée, chantant dans les camps d'entraînement de l'armée aux États-Unis et dans le Pacifique Sud avec la troupe de Jack Benny.
En 1949, Curt Massey (en) l'invite à venir chanter avec lui à la télévision lors de son émission qui deviendra l'émission journalière la plus populaire de la chaîne CBS. En parallèle, elle participe au The Jack Smith Show (en), un autre programme musical de 15 minutes journalier. Dans les années 1940, elle fait quelques incursions dans le cinéma avec Crime, Incorporated (1945) et Swing Hostess (1944). En 1975, elle revient à la télévision pour la première fois depuis l'émission de Kurt Massey avec Queen of the Stardust Ballroom.
Son surnom, Liltin' Miss Tilton provient de son émission de radio, Liltin' Miss Tilton Time, diffusée dans les années 1940.